# Hypodryas spuleri
Hypodryas spuleri är en fjärilsart som beskrevs av Johannes Karl Max Röber 1926. Hypodryas spuleri ingår i släktet Hypodryas och familjen praktfjärilar. Inga underarter finns listade i Catalogue of Life.